# 诸佛庵镇
诸佛庵镇，是中华人民共和国安徽省六安市霍山县下辖的一个乡镇级行政单位。

## 行政区划
诸佛庵镇下辖以下地区：
俊卿社区、狮山村、仙人冲村、小干涧村、大干涧村、石家河村、西石门村、小堰口村、桃源河村、三河村、上谷村、大岭村和沿河村。